# Itku pitkästä ilosta
Itku pitkästä ilosta fue el segundo álbum de estudio de la banda de heavy metal, Timo Rautiainen & Trio Niskalaukaus fue lanzado en 2000.Tiene como invitados a Tapio Wilska y Sami Kokko.

## Canciones
1. «Rajaton rakkaus»
2. «Pahin kaikista»
3. «Rahat ja henki»
4. «Rajatila»
5. «Itku pitkästä ilosta»
6. «Kuusikymmentäkaksi»
7. «Hijaista»
8. «Lintu»

- Datos: Q616775